# Premios Ciudad de Alcalá
Los Premios Ciudad de Alcalá son los galardones que otorga anualmente, desde 1970 mediante la deliberación de un jurado, el Ayuntamiento de Alcalá de Henares el 9 de octubre; jornada central de la Semana Cervantina y día en el que se conmemora el bautismo de Miguel de Cervantes en la ciudad complutense.

## Características

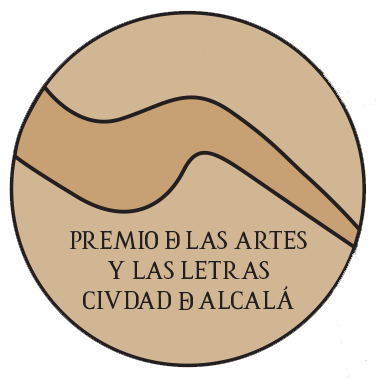
Logo del Premio de las Artes y las Letras Ciudad de Alcalá.

El Premio Ciudad de Alcalá de las Artes y las Letras es un galardón honorífico que ha sido concedido desde 1998 a personas tan ilustres como Ainhoa Arteta, Ana María Matute, Antonio López, Antonio Mingote, Carlos Saura, Eduardo Punset, Fernando Fernán Gómez, Fernando Lázaro Carreter, Francisco Nieva, Iñaki Gabilondo, Isabel Allende, José Luis Garci, José Luis Gómez, Lola Herrera, Nacho Duato o Rosa Montero.
Además, se premia mediante concurso a ocho modalidades artísticas y culturales específicas: arquitectura (desde el 2000), artes visuales (desde 2014, inicialmente denominados de "pintura" desde 1975), fotografía (desde 2003), investigación histórica (desde 1979), narrativa (desde 1979, anteriormente denominados de "prosa"), ciudad patrimonio mundial (desde el 2000), periodismo (desde 1985) y poesía.
El premio de periodismo está dedicado al alcalaíno Manuel Azaña (periodista, escritor y político) y el de investigación histórica a Francisco Javier García Gutiérrez (profesor, escritor e historiador local). En 2021 se creó un nuevo galardón, a los "Valores cívicos", dedicado a Arsenio Lope Huerta (alcalde complutense, político, escritor e historiador).
Los Premios se entregan durante una gala que se celebra, en el Teatro Salón Cervantes de Alcalá de Henares, el 9 de octubre. El premio dedicado al "Patrimonio Mundial" se hace entrega el 2 de diciembre, dentro de los actos de celebración de Alcalá de Henares como Ciudad Patrimonio de la Humanidad. Posteriormente se presenta la exposición "Alcalá Visual", mostrando las obras ganadoras de la última edición de los Premios Ciudad de Alcalá.
Como actividad cultural, también generan tres colecciones de libros con los textos ganadores en las categorías de ensayo, narrativa y poesía.

## Palmarés
| \| Palmarés de los Premios Ciudad de Alcalá, ordenado por años y ediciones[6] \| | \| Palmarés de los Premios Ciudad de Alcalá, ordenado por años y ediciones[6] \| | \| Palmarés de los Premios Ciudad de Alcalá, ordenado por años y ediciones[6] \| | \| Palmarés de los Premios Ciudad de Alcalá, ordenado por años y ediciones[6] \| | \| Palmarés de los Premios Ciudad de Alcalá, ordenado por años y ediciones[6] \| | \| Palmarés de los Premios Ciudad de Alcalá, ordenado por años y ediciones[6] \| | \| Palmarés de los Premios Ciudad de Alcalá, ordenado por años y ediciones[6] \| | \| Palmarés de los Premios Ciudad de Alcalá, ordenado por años y ediciones[6] \| | \| Palmarés de los Premios Ciudad de Alcalá, ordenado por años y ediciones[6] \| | \| Palmarés de los Premios Ciudad de Alcalá, ordenado por años y ediciones[6] \| |
| -------------------------------------------------------------------------------- | -------------------------------------------------------------------------------- | -------------------------------------------------------------------------------- | -------------------------------------------------------------------------------- | -------------------------------------------------------------------------------- | -------------------------------------------------------------------------------- | -------------------------------------------------------------------------------- | -------------------------------------------------------------------------------- | -------------------------------------------------------------------------------- | -------------------------------------------------------------------------------- |
| 2020 (51)                                                                        | 2021 (52)                                                                        | 2022 (53)                                                                        | 2023 (54)                                                                        |                                                                                  |                                                                                  |                                                                                  |                                                                                  |                                                                                  |                                                                                  |
| 2010 (41)                                                                        | 2011 (42)                                                                        | 2012 (43)                                                                        | 2013 (44)                                                                        | 2014 (45)                                                                        | 2015 (46)                                                                        | 2016 (47)                                                                        | 2017 (48)                                                                        | 2018 (49)                                                                        | 2019 (50)                                                                        |
| 2000 (31)                                                                        | 2001 (32)                                                                        | 2002 (33)                                                                        | 2003 (34)                                                                        | 2004 (35)                                                                        | 2005 (36)                                                                        | 2006 (37)                                                                        | 2007 (38)                                                                        | 2008 (39)                                                                        | 2009 (40)                                                                        |
| 1990 (21)                                                                        | 1991 (22)                                                                        | 1992 (23)                                                                        | 1993 (24)                                                                        | 1994 (25)                                                                        | 1995 (26)                                                                        | 1996 (27)                                                                        | 1997 (28)                                                                        | 1998 (29)                                                                        | 1999 (30)                                                                        |
| 1980 (11)                                                                        | 1981 (12)                                                                        | 1982 (13)                                                                        | 1983 (14)                                                                        | 1984 (15)                                                                        | 1985 (16)                                                                        | 1986 (17)                                                                        | 1987 (18)                                                                        | 1988 (19)                                                                        | 1989 (20)                                                                        |
| 1970 (01)                                                                        | 1971 (02)                                                                        | 1972 (03)                                                                        | 1973 (04)                                                                        | 1974 (05)                                                                        | 1975 (06)                                                                        | 1976 (07)                                                                        | 1977 (08)                                                                        | 1978 (09)                                                                        | 1979 (10)                                                                        |
| Palmarés de los Premios Ciudad de Alcalá, ordenado por años y ediciones          |                                                                                  |                                                                                  |                                                                                  |                                                                                  |                                                                                  |                                                                                  |                                                                                  |                                                                                  |                                                                                  |

### 2025 (56.ª edición)
El acto de entrega se celebrará el 9 de octubre de 2025 en el Teatro Salón Cervantes.
| Premios Ciudad de Alcalá                                       | Galardonados |
| -------------------------------------------------------------- | ------------ |
| De las artes y las letras                                      |              |
| De arquitectura                                                |              |
| De artes visuales                                              |              |
| De fotografía                                                  |              |
| De investigación histórica "Francisco Javier García Gutiérrez" |              |
| De narrativa                                                   |              |
| De "Ciudad Patrimonio Mundial"                                 |              |
| De periodismo "Manuel Azaña"                                   |              |
| De poesía                                                      |              |
| A los valores cívicos "Arsenio Lope Huerta"                    |              |

### 2024 (55.ª edición)
| Premios Ciudad de Alcalá                                       | Galardonados |
| -------------------------------------------------------------- | --- |
| De las artes y las letras                                      | Ana Rosa Quintana, comunicadora y periodista. |
| De arquitectura                                                | Fundación Escolapias Montal y Carlos Clemente por la "rehabilitación de la Escalera de Laurent del Colegio Calasanz" |
| De artes visuales                                              | Jorge Isla por su obra “Le reflet”. Mención de honor: - Julio Sarramián Bernal por "Glitchland 09" - Lola Berenguer Suárez por "Afán". |
| De fotografía                                                  | Mauro Curti por la serie “Riturné”, en modalidad “Fotoperiodismo documental” Como finalistas: - Carlos Alba por la serie “Midnight Sun”, en la modalidad “Conceptual” - Manolo Espaliú por la serie “Welcome to the Paradise (París, Irán)”, en la modalidad “Paisaje y Patrimonio”. |
| De investigación histórica "Francisco Javier García Gutiérrez" | desierto |
| De narrativa                                                   | Sergio Marrodán Montiel por la novela "Bajo el sol de medianoche" |
| De "Ciudad Patrimonio Mundial"                                 | Museo Arqueológico y Paleontológico de la Comunidad de Madrid porque "se ha convertido en una referencia para la investigación científica y para su difusión entre la ciudadanía."                                                                                                   |
| De periodismo "Manuel Azaña"                                   | Isabel Ojeda (periodista) y Ramiro Picos (realizador) por el reportaje "Lo que aún esconde Lope" Emitido por Informe Semanal el 20/04/2024. |
| De poesía                                                      | Álvaro Carbonell Cerdá por "Cosas que no se fueron a ninguna parte". |
| A los valores cívicos "Arsenio Lope Huerta"                    | Asamblea Comarcal Corredor del Henares Norte de la Cruz Roja Española en Alcalá de Henares por "su servicio social y sanitario ininterrumpido en nuestra ciudad y en nuestra comarca" desde hace 150 años.                                                                           |

### 2023 (54.ª edición)
| Premios Ciudad de Alcalá                                       | Galardonados |
| -------------------------------------------------------------- | --- |
| De las artes y las letras                                      | Raphael, cantante "en reconocimiento a su abrumadora carrera en la música y a su condición de verdadera figura mundial de la cultura popular" |
| De arquitectura                                                | Fundación de Antezana por las "intervenciones y obras en el Hospital de Antezana" |
| De artes visuales                                              | Alejandro Botubol Bolaños por la pintura "El boomerang de mamá" |
| De fotografía                                                  | Vicente Fraga Fernández por "Adeus" en la modalidad de fotoperiodismo documental |
| De investigación histórica "Francisco Javier García Gutiérrez" | Pablo Cano Sanz por "Los Caracciolos en Alcalá de Henares. 1640-1835" |
| De narrativa                                                   | Sílvia Ardévol Salas por "La sonrisa de Aglaia" |
| De "Ciudad Patrimonio Mundial"                                 | Grupo Ciudades Patrimonio de la Humanidad de España por llevar "a cabo un sinfín de proyectos y propuestas comunes, a través de una agenda política de intercambio de ideas y experiencias, para afrontar y buscar soluciones a problemas comunes en el mantenimiento de los cascos históricos y en la protección ambiental de sus espacios urbanos y edificios” |
| De periodismo "Manuel Azaña"                                   | Jacobo Rivero Rodríguez por el reportaje "La huella de Camarón" Publicado en El País Semanal el 01/07/2022. |
| De poesía                                                      | Antonio Rivero Taravillo por "Ahora" |
| A los valores cívicos "Arsenio Lope Huerta"                    | Colectivo de Acción para el Juego y la Educación (CAJE) por su "labor de integración y de convivencia entre la población infantil y juvenil del Distrito II de Alcalá" |

## Exposiciones "Alcalá Visual"

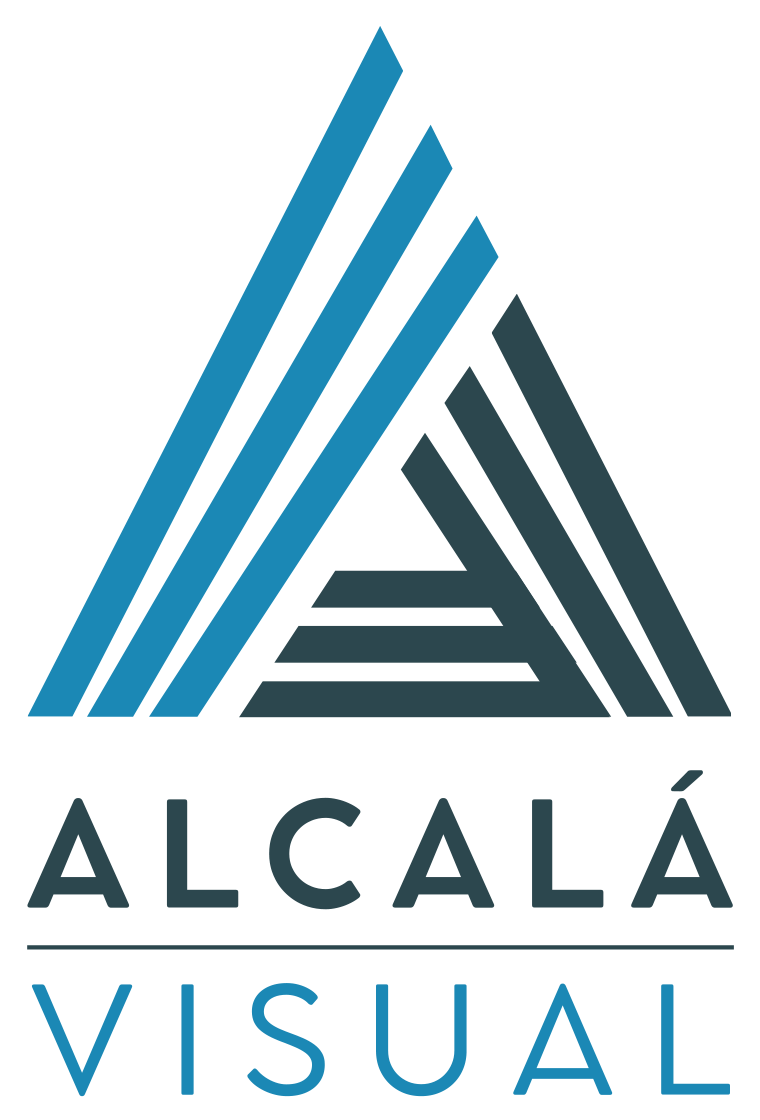
Logo de "Alcalá Visual".

Desde el principio se prestó atención, aunque de manera irregular, a la realización de una exposición con las obras seleccionadas en pintura; y al cabo del año, a otra individual del artista ganador. Su presentación en público se acogía en la Casa de la Entrevista o en la Capilla del Oidor y, para ambas, se editaba su correspondiente catálogo. Esta actividad se ha consolidado con el tiempo, denominándola desde 2014 "Alcalá Visual", y cada año se desarrolla una exposición con las pinturas, esculturas, fotografías, diseños arquitectónicos, artículos o libros premiados en las distintas disciplinas que se convocan: Arquitectura, Artes Visuales, Fotografía, Investigación Histórica, Narrativa, Periodismo y Poesía, así como los galardones especiales de “Las Artes y las Letras” y “Ciudad Patrimonio Mundial”. Las exposiciones con el formato "Alcalá Visual" han sido:
- 29/01 al 29/03/2015, en el antiguo Hospital de Santa María La Rica, correspondiente a los Premios Ciudad de Alcalá 2014[37][38]
- 11/02 al 27/03/2016, en el antiguo Hospital de Santa María La Rica, correspondiente a los Premios Ciudad de Alcalá 2015[39]
- 20/01 al 19/02/2017, en el antiguo Hospital de Santa María La Rica, correspondiente a los Premios Ciudad de Alcalá 2016[40]
- 26/01 al 04/03/2018, en el antiguo Hospital de Santa María La Rica, correspondiente a los Premios Ciudad de Alcalá 2017[41]
- 31/01 al 03/03/2019, en el antiguo Hospital de Santa María La Rica, correspondiente a los Premios Ciudad de Alcalá 2018[42]
- 17/01 al 16/02/2020, en el antiguo Hospital de Santa María La Rica, correspondiente a los Premios Ciudad de Alcalá 2019[43][44][45]
- 15/01 al 28/02/2021, en el antiguo Hospital de Santa María La Rica, correspondiente a los Premios Ciudad de Alcalá 2020[46]
- 30/03 al 08/05/2022, en el antiguo Hospital de Santa María La Rica, correspondiente a los Premios Ciudad de Alcalá 2021[47]
- 08/10 al 14/12/2022, en la Capilla del Oidor, correspondiente a los Premios Ciudad de Alcalá 2022[48]
- 09/10 al 17/12/2023, en la Capilla del Oidor, correspondiente a los Premios Ciudad de Alcalá 2023[49][50]
- 09/10 al 10/11/2024, en la Capilla del Oidor, correspondiente a los Premios Ciudad de Alcalá 2024[51]

## Publicaciones
Tres modalidades de los Premios Ciudad de Alcalá han generado sendas colecciones de libros entre 1980 y 2011: ensayo, narrativa y poesía. Eran la acción editorial del Ayuntamiento de Alcalá de Henares, mediante la extinta Fundación Colegio del Rey. A partir de 2011 las categorías de narrativa y de poesía no se otorgaron a una obra inédita, sino a una ya publicada; por esa razón, dejaron de ampliarse las colecciones editoriales que hasta ese momento mantenía el propio Ayuntamiento.

### Colección "Alcalá Ensayo"
Esta colección de 28 libros se nutre principalmente de los ganadores, y de algunos finalistas, del Premio Ciudad de Alcalá en su modalidad de Investigación Histórica. También incluye libros fuera del concurso.
| Orden | Año de publicación | Autor                                                                    | Título | ISBN              |
| ----- | ------------------ | ------------------------------------------------------------------------ | --- | ----------------- |
| 1     | 1980               | Miguel Ángel Castillo Oreja                                              | Colegio Mayor de San Ildefonso de Alcalá de Henares: génesis y desarrollo de su construcción, siglos XV-XVIII       | 978-84-7450-017-2 |
| 2     | 1982               | Miguel Ángel Castillo Oreja                                              | Ciudad, funciones y símbolos: Alcalá de Henares, un modelo urbano de la España moderna                              | 978-84-500-7994-4 |
| 3     | 1983               | José Luis Peset Reig y Elena Hernández Sandoica                          | Estudiantes de Alcalá                                                                                               | 978-84-500-8790-1 |
| 4     | 1983               | Antonio Marchamalo Sánchez                                               | El Cristo de los Doctrinos de Alcalá de Henares: Historia de una cofradía del siglo XVII                            | 978-84-500-8887-8 |
| 5     | 1985               | María José Arnáiz Gorroño y José Luis Sancho Gaspar                      | El Colegio de los Irlandeses                                                                                        | 978-84-398-3884-5 |
| 6     | 1985               | Antonio Marchamalo Sánchez y Miguel Marchamalo Main                      | El sepulcro del Cardenal Cisneros                                                                                   | 978-84-398-4457-0 |
| 7     | 1986               | Francisco Javier García Gutiérrez et al.                                 | Alcalá, alba de América                                                                                             | 978-84-505-2778-0 |
| 8     | 1986               | María Teresa Lahuerta Hernando                                           | Liberales y universitarios: La Universidad de Alcalá en su traslado a Madrid (1820-1837)                            | 978-84-398-6479-0 |
| 9     | 1987               | Francisco Delgado Calvo                                                  | Consecución del Título de Ciudad: Alcalá de Henares 1687                                                            | 978-84-398-9292-2 |
| 10    | 1988               | José Manuel Cruz Valdovinos                                              | Los Faraces, plateros complutenses del siglo XVI                                                                    | 978-84-404-1979-8 |
| 11    | 1988               | Luis Miguel Gutiérrez Torrecilla                                         | El Colegio de San Ciríaco y Santa Paula o “de Málaga” de la Universidad de Alcalá (1611-1843)                       | 978-84-404-1978-1 |
| 12    | 1989               | Antonio Castillo Gómez                                                   | Alcalá de Henares en la Edad Media: territorio, sociedad y administración 1118-1515                                 | 978-84-87153-05-1 |
| 13    | 1991               | José Peña González                                                       | Manuel Azaña: el hombre, el intelectual y el político                                                               | 978-84-87153-31-0 |
| 14    | 1994               | María José Rubio Fuentes                                                 | Catálogo epigráfico de Alcalá de Henares                                                                            | 978-84-87153-60-0 |
| 15    | 1996               | Josué Llull Peñalba                                                      | Manuel Laredo, un artista romántico en Alcalá de Henares                                                            | 978-84-87153-83-9 |
| 16    | 1997               | Luis Miguel de Diego Pareja                                              | La expulsión de los jesuitas de Alcalá de Henares en 1767 y vicisitudes de sus propiedades hasta su regreso en 1827 | 978-84-87153-97-6 |
| 17    | 2002               | María Jesús Torrens Álvarez                                              | Edición y estudio lingüístico del Fuero de Alcalá (Fuero Viejo)                                                     | 978-84-95011-14-5 |
| 18    | 2002               | José Antonio Macarro Rodríguez                                           | El Alcalá prehistórica: el poblado de la edad de bronce de “La Dehesa”                                              | 978-84-95011-38-1 |
| 19    | 2003               | Manuel Casado Arboniés y Francisco Javier Casado Arboniés                | El Colegio-Convento de Carmelitas Descalzos de la Universidad de Alcalá de Henares (1570-1835)                      | 978-84-95011-46-6 |
| 20    | 2003               | Ángel Gil García                                                         | La Universidad de Alcalá de Henares en el siglo XVII, según los datos de sus visitas y reformas                     | 978-84-95011-56-5 |
| 21    | 2003               | Luis Enrique Otero Carvajal, Pablo Carmona Pascual y Gutmaro Gómez Bravo | La ciudad oculta, Alcalá de Henares 1753-1868: el nacimiento de la ciudad burguesa                                  | 978-84-95011-65-7 |
| 22    | 2004               | Óscar Recio Morales                                                      | Irlanda en Alcalá: la comunidad irlandesa en la Universidad de Alcalá y su proyección europea, 1579-1785            | 978-84-95011-82-4 |
| 23    | 2005               | Urbano Brihuega Moreno                                                   | La instrucción pública en Alcalá de Henares: el período entre repúblicas, 1873-1939                                 | 978-84-95011-92-3 |
| 24    | 2006               | Gutmaro Gómez Bravo                                                      | Los delitos y las penas: la ciudad judicial y penitenciaria: Alcalá de Henares, 1800-1900                           | 978-84-95011-73-2 |
| 25    | 2007               | Roberto González Ramos                                                   | La pintura complutense del siglo XVI: artífices, artesanos y clientes en la Alcalá de Henares del Quinientos        | 978-84-96812-04-8 |
| 26    | 2008               | Miguel Mayoral Moraga                                                    | Alcalá y sus aldeas: el señorío urbano complutense en el tránsito Edad Media-Edad Moderna                           | 978-84-96812-19-2 |
| 27    | 2009               | Antonio Marchamalo Sánchez                                               | Simbolismo, tradiciones y ceremonial histórico en la Universidad cisneriana complutense                             | 978-84-87914-93-5 |
| 28    | 2010               | Jorge-Elías de la Peña y Montes de Oca                                   | Arquitectura parroquial y conventual del alfoz complutense en la época de los Austrias                              | 978-84-87914-94-2 |

### Colección "Alcalá Narrativa"
Esta colección de 33 libros se nutre de los ganadores del Premio Ciudad de Alcalá en su modalidad de Narrativa.
| Orden | Año de publicación | Autor                              | Título | ISBN              |
| ----- | ------------------ | ---------------------------------- | --- | ----------------- |
| 1     | 1980               | David Viñas                        | Ultramar | 978-84-7450-015-8 |
| 2     | 1981               | Juan Antonio Bolea Fernández-Puyol | El palacio de los jardines oblicuos                                                                                | 978-84-500-4853-7 |
| 3     | 1981               | Miguel Sáenz                       | Memsahib | 978-84-500-4852-0 |
| 4     | 1981               | Pedro García Montalvo              | La primavera en viaje hacia el invierno                                                                            | 978-84-500-4851-3 |
| 5     | 1982               | José Ferrer-Bermejo                | El increíble hombre inapetente y otros relatos                                                                     | 978-84-500-7993-7 |
| 6     | 1983               | María Valenzuela Aparicio          | Miguel Ángel o visión demonisíaca de la vida                                                                       | 978-84-500-8827-4 |
| 7     | 1984               | Sergio Coello Trujillo             | Sesenta y ocho mayos                                                                                               | 978-84-500-9948-5 |
| 8     | 1985               | Eduardo Mendicutti                 | El salto del ángel                                                                                                 | 978-84-398-3883-8 |
| 9     | 1986               | Luis Sepúlveda                     | Cuaderno de viaje                                                                                                  | 978-84-398-6480-6 |
| 10    | 1987               | Carlos Romero Ugartevidea          | Como estrellas de poco brillo                                                                                      | 978-84-398-9294-6 |
| 11    | 1988               | Pedro Menchén Torres               | ¿Alguien es capaz de escuchar a un hombre completamente desnudo que entra a medianoche por una ventana de su casa? | 978-84-404-1980-4 |
| 12    | 1989               | Salvador García Jiménez            | Caelum caeli | 978-84-87153-04-4 |
| 13    | 1990               | Anastasio F. Sanjosé               | Las alucinaciones                                                                                                  | 978-84-87153-17-4 |
| 14    | 1991               | Manuel Jurado López                | Olvida Paros | 978-84-87153-29-7 |
| 15    | 1993               | Roberto Bolaño Ávalos              | La pista de hielo                                                                                                  | 978-84-87153-52-5 |
| 16    | 1994               | Álvaro Abós                        | Merece lo que sueñas                                                                                               | 978-84-87153-59-4 |
| 17    | 1995               | Pilar Lahuerta Subias              | London, London | 978-84-87153-69-3 |
| 18    | 1996               | Care Santos                        | Intemperie | 978-84-87153-81-5 |
| 19    | 1997               | Gladys Casco Bouchet               | Los espejos del mundo                                                                                              | 978-84-87153-95-2 |
| 20    | 1998               | Iván Escobar Cuesta                | Nada más bello que odiar                                                                                           | 978-84-95011-06-0 |
| 21    | 1999               | Sergio Zaffaroni                   | Perfiles | 978-84-95011-15-2 |
| 22    | 2001               | Antonio Luis Vera Velasco          | Historias en azul y negro                                                                                          | 978-84-95011-37-4 |
| 23    | 2002               | Jorge Castelli                     | Aquella flor en el centro del caos: y otros relatos                                                                | 978-84-95011-45-9 |
| 24    | 2003               | Javier Sahagún Fernández           | Paisaje interior                                                                                                   | 978-84-95011-54-1 |
| 25    | 2003               | Pepe Monteserín Corrales           | Los ángeles más hermosos                                                                                           | 978-84-95011-66-4 |
| 26    | 2004               | José Gabriel Ceballos              | Víspera negra | 978-84-95011-85-5 |
| 27    | 2005               | Luis del Romero Sánchez-Cutillas   | Cartas muertas | 978-84-95011-91-6 |
| 28    | 2006               | Ernesto Salas Hernández            | Recuentos | 978-84-95011-99-2 |
| 29    | 2007               | Marcelo Luján                      | En algún cielo | 978-84-96812-05-5 |
| 30    | 2008               | Isabel Cañelles López              | Los cuentos de amor ya no se llevan                                                                                | 978-84-96812-16-1 |
| 31    | 2009               | Atilio Verón                       | Un día de suerte                                                                                                   | 978-84-87914-91-1 |
| 32    | 2010               | Juana Cortés Amunárriz             | Queridos niños | 978-84-87914-81-2 |
| 33    | 2011               | Pedro Jesús Cañada Hernández       | Yo fui Cervantes                                                                                                   | 978-84-87914-98-0 |

### Colección "Alcalá Poesía"
Esta colección de 34 libros se nutre principalmente de los ganadores del Premio Ciudad de Alcalá en su modalidad de Poesía.
| Orden | Año de publicación | Autor                          | Título                             | ISBN              |
| ----- | ------------------ | ------------------------------ | ---------------------------------- | ----------------- |
| 1     | 1980               | Antonio Enrique                | La blanca emoción                  | 978-84-7450-014-1 |
| 2     | 1980               | José Méndez                    | El oficio de la necesidad          | 978-84-7450-013-4 |
| 3     | 1980               | José Lupiáñez                  | El jardín de ópalo                 | 978-84-7450-016-5 |
| 4     | 1981               | Alberto Szpunberg (Al Merkell) | Su fuego en la tibieza             | 978-84-500-4854-4 |
| 5     | 1981               | Luis Riaza Garnacho            | Libro de los anillos infernales    | 978-84-500-4856-8 |
| 6     | 1981               | Rafael Duarte Sánchez          | Preludios, elegías y alucinaciones | 978-84-500-4855-1 |
| 7     | 1983               | Raúl Eguizábal Maza            | La naturaleza de la impostura      | 978-84-500-8826-7 |
| 8     | 1984               | Miguel Fernández-Cid Enríquez  | Apariencia análisis                | 978-84-500-9947-8 |
| 9     | 1985               | Varios autores                 | José Chacón: Antología homenaje    | 978-84-505-1244-1 |
| 10    | 1985               | Luis Martínez de Merlo         | Orphenica lyra                     | 978-84-398-3885-2 |
| 11    | 1986               | Juan Manuel Muñoz Aguirre      | Omnia                              | 978-84-398-6478-3 |
| 12    | 1987               | Pablo Nogales Herrera          | El arte de la espera               | 978-84-398-9293-9 |
| 13    | 1988               | Rosa Díaz Martínez             | La doncella cincelada              | 978-84-404-1981-1 |
| 14    | 1989               | Alejandro Gracia Calvo         | Por las rosas de Agda              | 978-84-87153-03-7 |
| 15    | 1990               | Antonio Galán Berrocal         | El buque fantasma                  | 978-84-87153-18-1 |
| 16    | 1991               | Enrique Andrés Ruiz            | La línea española                  | 978-84-87153-30-3 |
| 17    | 1992               | Javier Jover Jaume             | La luz que nunca yerra             | 978-84-87153-46-4 |
| 18    | 1993               | Manuel Jurado López            | La ciudadela                       | 978-84-87153-53-2 |
| 19    | 1995               | Teo Serna                      | La terquedad de la sombra          | 978-84-87153-68-6 |
| 20    | 1996               | Juan Isidro Siam Arias         | Mentiras objetivas                 | 978-84-87153-82-2 |
| 21    | 1997               | Miguel Sánchez Robles          | La perra diecinueve                | 978-84-87153-96-9 |
| 22    | 1998               | Jorge de Arco                  | Lenguaje de la culpa               | 978-84-95011-04-6 |
| 23    | 1999               | Francisco Mena Cantero         | Un hombre habla solo               | 978-84-95011-16-9 |
| 24    | 2001               | Toni Montesinos Gilbert        | Labor de melancoholismo            | 978-84-95011-36-7 |
| 25    | 2001               | Felipe Hernández               | Návatar                            | 978-84-95011-44-2 |
| 26    | 2002               | Juan Carlos Rodríguez Búrdalo  | Cartografías                       | 978-84-95011-55-8 |
| 27    | 2003               | Ángel González Quesada         | Un dulce noser                     | 978-84-95011-67-1 |
| 28    | 2004               | Orlando Mario Gutiérrez Dávila | Metalluvia                         | 978-84-95011-81-7 |
| 29    | 2006               | Salvador García Ramírez        | Nudos                              | 978-84-87153-23-5 |
| 30    | 2008               | Joaquín Ortega Parra           | Éste viejo payaso                  | 978-84-96812-19-2 |
| 31    | 2009               | Marcelo Díaz García            | Viaje sin memoria                  | 978-84-87914-92-8 |
| 32    | 2010               | Francisco Caro Sierra          | Cuaderno de Boccaccio              | 978-84-87914-44-7 |
| 33    | 2010               | José Chacón                    | A deshora: poesía inédita          | 978-84-87914-74-4 |
| 34    | 2011               | María Sanz                     | Retablo de cenizas                 | 978-84-87914-39-3 |

## Véase también

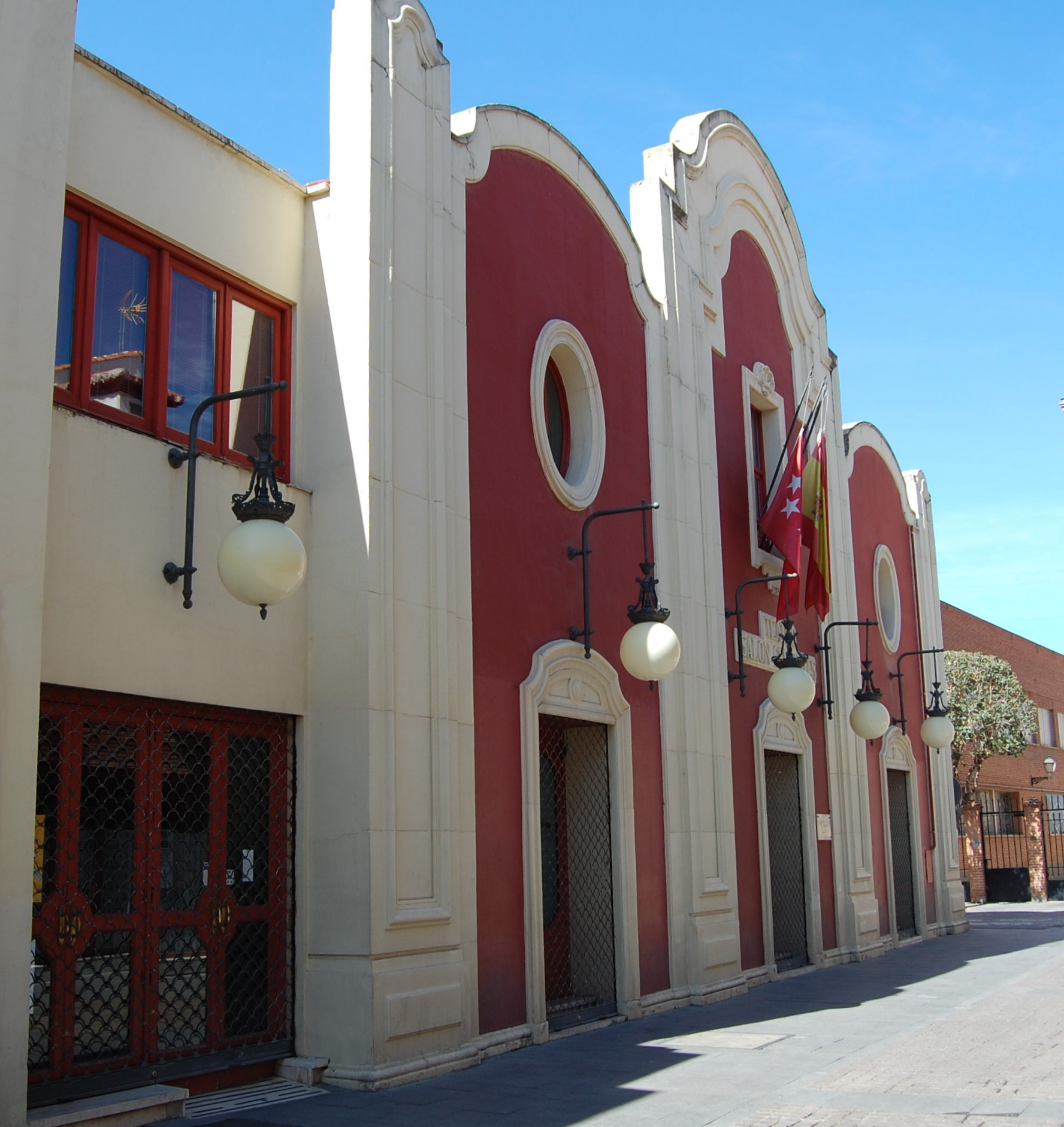
Teatro Salón Cervantes sede de la entrega de los Premios Ciudad de Alcalá.